# 王国 (东汉)
王国（2世紀—189年），涼州陇西郡狄道县（甘肃临洮县）人，東漢政治人物。
汉末发生凉州之乱，王国为叛首之一。金城郡太守陈懿出奔，王国将其扶到护羌营杀害。叛军劫持名士韩约，迫使韩约加入叛军为军师，韩约为避通缉改名韩遂。
187年，凉州刺史耿鄙征讨凉州时，属下军司马扶风人马腾率军造反，耿鄙败亡。马腾与韩遂联盟，共同推举王国为首领“合众将军”，攻掠三辅。
王国派前酒泉郡太守黄衍前来劝说汉阳郡太守傅燮道：“天下已非复汉有，府君您愿意做我们的首领吗？”傅燮按剑叱责黄衍：“你身为国家任命的太守、剖符之臣，反倒为叛军做说客？”于是，傅燮率领左右冲向乱军，临阵战死。188年十一月，王国包围陈仓，汉灵帝下诏命皇甫嵩为左将军，统率前将军董卓，领军四万人，去抵抗王国。王国围攻陈仓八十余天，未能攻破。第二年二月，王国部队疲惫不堪，解围而退。皇甫嵩下令追击，董卓认为穷寇勿追。皇甫嵩认为“所击疲师，非归众也；以整击乱，非穷寇也”。皇甫嵩独自率军进击，命董卓作后援。皇甫嵩大获全胜，斩杀一万多人。董卓羞惭，从此与皇甫嵩结下仇恨。韩遂等人废掉王国的首领地位，胁迫前信都县令汉阳人阎忠担任首领。王国不久病死。